# Kisremetei fatemplom
A kisremetei fatemplom műemlékké nyilvánított épület Romániában, Máramaros megyében. A romániai műemlékek jegyzékében az  MM-II-m-B-04612 sorszámon szerepel.